# Dion (Palästina)
Koordinaten: 32° 44′ 42″ N, 36° 0′ 50″ O
Dion ist der Name einer antiken Stadt in Palaestina. Die genaue Lage ist umstritten, man vermutet jedoch, dass sie an der Stelle des heutigen Tell el-Ashari bei Tafas in Syrien lag.
Die Stadt wird bei Plinius als eine der Städte der Dekapolis genannt, einem losen Verbund griechisch-römischer Städte. Ein wichtiges Quellenzeugnisse für Dion ist die kaiserzeitliche Münzprägung der Stadt; sie bezeugt die Verehrung einer lokalen Gottheit, die mit dem griechischen Zeus identifiziert wurde.